# جوجل جاكس
جوجل جاكس هو مكتبة برمجية مفتوحة المصدر تم تطويرها من قبل جوجل والتي تسمح بتحويل البرامج المكتوبة بلغة بايثون ونمباي إلى برامج قابلة للتفاعل مع وحدات المعالجة المركزية والمعالجات الرسومية.
صُمم لمتابعة هيكل وسير العمل الخاصين بنمباي بأقصى قدر ممكن، كما أنه يعمل مع الإطارات المختلفة الموجودة مثل تنسرفلو وباي تورش.
تتمثل وظائفه الأساسية في:
1. grad: التمايز التلقائي
2. jit: تجميع
3. vmap: التوجيه التلقائي
4. pmap: برمجة SPMD

## أنظر أيضا
- NumPy
- TensorFlow
- PyTorch
- كودا
- التفاضل التلقائي
- ترجمة في الوقت المناسب

## روابط خارجية
- الوثائق jax.readthedocs.io
- Colab ( Jupyter / iPython) دليل البدء السريع colab.research.google.com/github/google/jax/blob/main/docs/notebooks/quickstart.ipynb
- TensorFlow 's XLAː www.tensorflow.org/xla (الجبر الخطي المعجل)
- . على يوتيوب
- الورقة الأصلية mlsys.org/Conferences/doc/2018/146.pdf